# Valle de Katmandú
El valle de Katmandú, en Nepal, constituye un cruce de caminos de las antiguas civilizaciones de Asia. Contiene más de 130 monumentos importantes, entre ellos varios lugares de peregrinación para los hindúes y los budistas. Las ciudades de Katmandú, Patan y Bhaktapur son ejemplos del arte y la arquitectura nepalíes.
En 1979, siete conjuntos monumentales del valle fueron declarados Patrimonio de la Humanidad por la Unesco, declaración que fue complementada en 2006. Los siete conjuntos son los siguientes:
- Plaza de Durbar en Hanuman Dhoka (Katmandú), la mayor de las plazas reales del valle, con sesenta grandes edificios históricos, principalmente de los siglos XVII y XVIII.
- Plaza de Durbar en Patan, ejemplo de la arquitectura urbana de la dinastía Malla, con 19 edificios históricos.
- Plaza de Durbar en Bhaktapur, con 12 monumentos construidos entre los siglos XII y XVIII
- Swayambhunath, una estupa rodeada de numerosos templos y santuarios, situada en una colina a tres kilómetros al oeste de Katmandú. Es el monumento budista más antiguo del valle.
- Boudhanath, la mayor estupa de Nepal (siglo V), situada a 8 kilómetros al oeste de Katmandú.
- Zona de los monumentos de Pashupati, con el Templo Pashupatinath, centro de peregrinación hindú situado en ambas orillas del sagrado río Bagmati, que contiene el mayor y más importante templo hindú del valle.
- Zona de los monumentos de Changu Narayan, en la cumbre de una colina en la parte oriental del valle.

El Valle de Katmandú entra a la lista de Patrimonio de la Humanidad en peligro en 2003 a causa de malas gestiones y deterioro significativo de elementos tradicionales en la mayoría de los monumentos históricos, sale de peligro en el año 2007 al establecerse un plan de sistema de manejo de conservación integrado que da mayor protección al sitio. 

## Puertos de Montaña
El Valle de Katmandú es la zona más turística por su cercanía a la capital, junto a las rutas de senderismo y las subidas a los picos del Himalaya, entre los que destaca la mundialmente conocida subida al pico más alto del mundo.
El terreno del valle es quebrado y abrupto y alberga grandes puertos de montaña y algunas subidas a picos con grandes vistas de los Himalayas, sobre todo al pasar la época de lluvias que despeja las nubes de polvo sobre el Himalaya y no deja apreciar muy bien.
A continuación se enlistarán los pasos de las carreteras, carreteras muy peligrosas, según herramientas online y mapas digitales.
| Nombre               | Carretera                      | Pavimentado | Altitud |
| -------------------- | ------------------------------ | ----------- | ------- |
| Pulchoki Peak        | Godawari-Pulchoki Road         | No          | 2757    |
| Khirauli Bhanjyang   |                                | No          | 2559    |
| Changragiri Hill     |                                | No          | 2553    |
| Simbhanjyang         | Tribhuvan Highway              | Si          | 2488    |
| Chitlang Bhanjyang   | F180                           | No          | 2263    |
| Deurali              |                                | No          | 2229    |
| Latha Bhanjyang      | 25DR009                        | No          | 2123    |
| Mabirdamar           |                                | No          | 2032    |
| Ambhanjyang          |                                | No          | 2021    |
| Kunchal Bhanjyang    | Tribhuvan Highway              | Si          | 2003    |
| Tinpani Bhanjyang    | F120                           | No          | 1991    |
| Lakhuri Bhanjyang    | Lamatar-Lakhuri Bhanjyang Road | Si          | 1970    |
| Damgare Bhanjyang    |                                | No          | 1938    |
| Chisapani Gadhi      | F122                           | Si          | 1913    |
| Gopighari            |                                | No          | 1886    |
| Gurje Bhanjyang      |                                | No          | 1861    |
| Humane Bhanjyang     |                                | No          | 1858    |
| Ranipauwa Pass       | Trishuli Highway               | No          | 1848    |
| Dahachok Danda       |                                | No          | 1833    |
| Ramchandra Bhanjyang | F22                            | No          | 1802    |
| Bhumichuli           |                                | No          | 1673    |
| Bandevi              |                                | No          | 1615    |
| Naagdhunga Pass      | H02/Tribhuvan Rajpath          | Si          | 1499    |
| Badbhanjyang         | H04                            | No          | 1472    |
| Sindhuli Gadhi       | BP Bhardibas                   | Si          | 1361    |
| Bhanjyang Pokhari    | F75                            | No          | 1352    |
| Kitini Pass          |                                | No          | 1273    |
| Thingan Pass         |                                | No          | 1262    |
| Jitpur Bhanjyang     |                                | No          | 1253    |